# 武田道信
武田 道信（たけだ みちのぶ、生没年不詳）は、室町時代の武将で上総武田氏流の庁南武田氏の初代。武田信高の次男。上総介。
初め、武田太郎あるいは庁南次郎、のちに上総介を称し、入道して道卜と号し庁南城主となる。文明3年（1471年）、里見成義が攻めてくるがこれと和睦した。文明11年（1479年）7月、上杉定正方の部将の太田資忠と千葉自胤の軍勢に攻められ、戦ったが降伏している。跡は嫡男の武田宗信が継いだ。